# یوسوکه سایتو
یوسوکه سایتو (انگلیسی: Yōsuke Saitō؛ زادهٔ ۷ آوریل ۱۹۸۸) بازیکن فوتبال اهل ژاپن است.
از باشگاه‌هایی که در آن بازی کرده‌است می‌توان به باشگاه فوتبال یوکوهاما مارینوس، باشگاه فوتبال ونتسپیلس، و باشگاه فوتبال اوفا اشاره کرد.